# グリゴリス・カスタノス
グリゴリス・カスタノス（希: Γρηγόρης Κάστανος、1998年1月30日 - ）は、キプロス・ニコシアで生まれたサッカー選手。キプロス代表。セリエA・エラス・ヴェローナFC所属。ポジションはミッドフィールダー。

## 経歴
地元ニコシアの エノシス・ネオン・パラリムニFCのユースチームから2014年にユヴェントスの下部組織に移籍した。
母国では左利きやテクニックに秀でたこともあり、「キプロスのメッシ」と称されていた。2017年1月19日、18歳ながらセリエA・ペスカーラへレンタル移籍した。
2018年にU-23ユヴェントスFCが発足してからはリザーブチームに所属し、2019年4月13日、セリエAS.P.A.L.戦においてトップチーム初出場を果たした。
2021年8月14日、セリエAのUSサレルニターナ1919へレンタル移籍した。
2022年8月2日、レンタルで所属していたサレルニターナへの完全移籍が発表された。
2024年7月30日、エラス・ヴェローナFCに一定の条件により買い取り義務の発生する1年間のレンタル移籍で加入した。